# قائمة مراكز الاستخبارات
تضم هذه القائمة سردا لمراكز الاستخبارات حسب البلد.

### أ
أذربيجان
- وزارة الأمن الوطني
- وزارة الشؤون الداخلية

الأرجنتين
- مكتب الرئيس
  - أمانة الاستخبارات
    - مدرسة الاستخبارات الوطنية
    - مديرية الرقابة القضائية
    - دائرة مكافحة المخدرات الفيدرالية
    - استخبارات قوات الدرك الوطنية الأرجنتينية
- وزارة الدفاع
  - المديرية الوطنية للمخابرات العسكرية الإستراتيجية
- وزارة العدل
  - دائرة استخبارات السجون الاتحادية
  - استخبارات شرطة أمن المطارات
- وزارة الداخلية
  - المديرية الوطنية للاستخبارات الجنائية
  - مخابرات الشرطة الفيدرالية الأرجنتينية
  - مخابرات شرطة بوينس آيرس
  - استخبارات المقاطعة البحرية الأرجنتينية
- وزارة الاقتصاد
  - وحدة الاستخبارات المالية
- قسم الاستخبارات التابع لقيادة الأركان العامة المشتركة للقوات المسلحة
  - مركز تجميع الاستخبارات الحربية
  - دائرة استخبارات الجيش
  - دائرة استخبارات البحرية
  - دائرة استخبارات القوات الجوية

الأردن
- رئاسة الوزراء
  - دائرة المخابرات العامة
- وزارة الدفاع
  - القيادة العامة للقواات المسلحة
    - مديرية الاستخبارات العسكرية
    - مديرية الأمن العسكري
    - مديرية الاستطلاع العسكري
    - مديرية الحرب الإلكترونية
    - مديرية الأمن السيبراني
    - جناح الاستخبارات والاستطلاع الجوي
- وزارة الداخلية
  - المديرية العامة للأمن العام
    - الأمن الوقائي

أرمينيا
- دائرة الأمن الوطني

أستراليا
- وكالة الإستخبارات السرية الأسترالية
- دائرة الاستخبارات السرية الأسترالية
- منظمة استخبارات الدفاع
- منظمة التصوير الدفاعي والجيوفضائي
- مديرية الإشارات الدفاعية
- مكتب التقييمات الوطنية

إستونيا
- مجلس شرطة الأمن
- دائرة الاستخبارات

إسرائيل
- الموساد (الاستخبارات الخارجية والعمليات الخاصة)
- الشين بيت (الشاباك) (دائرة الأمن الداخلي)
- أمان (شعبة الاستخبارات العسكرية)
  - فيلق الاستخبارات
    - الوحدة 8200
      - وحدة هاتساف

  - فيلق الاستخبارات الميدانية
  - إدارة الاستخبارات الجوية
  - قسم الاستخبارات البحرية
- قسم التحقيقات والاستخبارات (استخبارات الشرطة)

أفغانستان
- مكتب الرئيس
  - إدارة الأمن الوطني (د ملی امنيت ریاست)

ألبانيا
- دائرة استخبارات الدولة (Sherbimi Informativ Shteteror)

ألمانيا
- مكتب المستشارية
  - دائرة الاستخبارات الفيدرالية
- وزارة الداخلية الفيدرالية
  - المكتب الفيدرالي لحماية الدستور
- قوة الدفاع الفيدرالية
  - دائرة مكافحة التجسس العسكرية

الجزائر
- مديرية المراقبة والأمن

- المديرية العامة للأمن الداخلي،
- المديرية العامة للتوثيق،
- الأمن الخارجي،
- المديرية العامة للاستعلام التقني

إندونيسيا
- وكالة مخابرات الدولة الإندونيسية
- وكالة المخابرات الإستراتيجية

إيران
- وزارة الاستخبارات والأمن

أيرلندا
- ج2 (المخابرات العسكرية)
- وحدة التخابر الخاصة (مخابرات الشرطة)
- وحدة المراقبة الوطنية (وحدة مراقبة الشرطة)

أيسلندا
- وكالة الأمن الوطني
- دائرة الاستخبارات العسكرية (دائرة الاستخبارات الأيسلندية سابقاً)
- شرطة مباحث الضرائب الوطنية

إيطاليا
- وكالة المعلومات الداخلية والأمن (وكالة الاستخبارات الداخلية)
- وكالة المعلومات الخارجية والأمن (وكالة الاستخبارات الخارجية)
- قسم معلومات الأمن (يعمل على إدارة المعلومات وتدريب الأفراد للعمل في الوكالتين السابق ذكرهما)
- اللجنة الوزارية المشتركة لأمن الجمهورية (لجنة استخباراتية إشرافية مشتركة)
- مركز الاستخبارات المشتركة بين القوات (المخابرات الحربية)

### ب
بتسوانا
- إدراة الأمن والاستخبارات

البحرين
- جهاز الأمن الوطني

البرازيل
- وكالة الاستخبارات البرازيلية

بربادوس
- وحدة الاستخبارات المالية

بروناي
- قسم الأمن الداخلي (استخبارات داخلية)
- قسم البحث في بروناي (استخبارات خارجية)

بلجيكا
- دائرة أمن الدولة
- دائرة المعلومات والأمن العامة

بلغاريا
- دائرة الاستخبارات الوطنية (دائرة استخبارات خارجية تخضع لإشراف رئيس الدولة)
- دائرة مكافحة التجسس الوطنية (تحت إشراف وزارة الداخلية)
- لجنة أمن الدولة (دائرة مكافحة التجسس في عهد النظام السابق)

بنغلاديش
- استخبارات القوات العامة للقوات
- استخبارات الأمن الوطني
- إدارة الاستخبارات العسكرية
- إدارة الاستخبارات البحرية
- مكتب الاستخبارات الجوية
- قسم المباحث الجنائية
- الفرع الخاص
- وحدة أمن الأسلحة الخفيفة
- كتيبة التدخل السريع

البهاما
- فرع الأمن والاستخبارات
- فرع استخبارات قوة الدفاع
- وحدة الاستخبارات المالية

بورما
- مكتب التحقيقات الخاصة
- المخابرات الحربية
- قسم الاستخبارات الخاصة (الفرع الخاص)
- قسم المباحث الجنائية

البوسنة والهرسك
- جهاز الأمن والاستخبارات
- وكالة مباحث وحماية الدولة

### ت
تشيلي
- وزارة الداخلية
  - وكالة الاستخبارات الوطنية
  - قسم استخبارات الكارابينيروس
  - قسم استخبارات الشرطة
- وزارة الدفاع الوطني
  - قسم استخبارات الدفاع
  - قسم استخبارات الجيش
  - قسم استخبارات القوات الجوية
  - قسم استخبارات البحرية

جمهورية التشيك
- دائرة المعلومات الأمنية
- مكتب العلاقات الخارجية والمعلومات
- المخابرات الحربية

### ج
جامايكا
- وحدة استخبارات قوة دفاع جامايكا
- مكتب الاستخبارات الوطني

الجبل الأسود
- وكالة الأمن القومي

الجزائر
- إدارة الاستخبارات والأمن
- الامن العسكري الجزائري

جورجيا
- دائرة الاستخبارات الجورجية
- قسم الأمن العام
- قسم مكافحة التجسس
- قسم المخابرات العسكرية

### د
الدنمرك
- دائرة استخبارات الشرطة
- دائرة استخبارات الدفاع الدنمركية

جمهورية الدومنيكان
- الإدارة الوطنية للاستخبارات

### س
السعودية
- رئاسة الاستخبارات العامة
- رئاسة أمن الدولة
  - المباحث العامة
- وزارة الدفاع
  - هيئة استخبارات وأمن القوات البرية
    - هيئة استخبارات وأمن القوات المسلحة
    - هيئة استخبارات وأمن القوات البحرية
    - هيئة استخبارات وأمن القوات الجوية
    - هيئة استخبارات وأمن قوات الدفاع الجوي
    - هيئة استخبارات وأمن قوة الصواريخ الاستراتيجية
- وزارة الداخلية
  - استخبارات حرس الحدود
- الحرس الوطني السعودي
  - هيئة الاستخبارات بالحرس الوطني
- رئاسة الحرس الملكي
  - هيئة استخبارات الحرس الملكي السعودي

### ص
الصين (جمهورية الصين الشعبية)
- وزارة أمن الدولة ـ 國家安全部

### ع
العراق
جهاز المخابرات الوطني العراقي
مديرية إستخبارات جهاز مكافحة الإرهاب ICtS
مستشارية الأمن القومي 
جهاز الأمن الوطني العراقي  
مديرية الإستخبارات العسكرية / وزارة الدفاع
المديرية العامة للإستخبارات والأمن / وزارة الدفاع
وكالة الإستخبارات والتحقيقات الإتحادية / وزارة الداخلية

### غ
غانا
- مجلس الأمن القومي
- مكتب التحقيقات الوطنية
- قسم البحث بوزارة الشؤون الخارجية
- قسم التحقيقات الجنائية
- الاستخبارات العسكرية

### ف
فرنسا
- وزارة الداخلية
  - الإدارة المركزية للاستخبارات الداخلية
- القوات المسلحة الفرنسية
  - إدارة المخابرات العسكرية
- وزارة الدفاع الفرنسية
  - إدارة حماية وأمن الدفاع
  - الإدارة المركزية للأمن الخارجي

فنلندا
- وزارة الداخلية
  - دائرة الاستخبارات الأمنية
- قوات الدفاع الفنلندية
  - مؤسسة البحث الاستخباراتي
- وزارة الدفاع
  - دائرة الاستخبارات الحربية

فيجي
- حكومة فيجي العسكرية سنة 1987
  - دوائر استخبارات فيجي

### ك
كازاخستان
- مكتب الأمن الوطني (يختص بمكافحة الإرهاب ومكافحة المخدرات ومكافحة التجسس)
- مكتب المخابرات العامة
- دائرة الأمن الرئاسي

كرواتيا
- وكالة الأمن والاستخبارات
- وكالة الأمن والاستخبارات الحربية

كندا
- دائرة استخبارات الأمن الكندي
- مؤسسة أمن الاتصالات الكندية
- فرع مخابرات القوات الكندية
- دائرة الاستخبارات الجنائية الكندية
- مركز تحليل المعاملات والتقارير المالية بكندا
- الشرطة الملكية الكندية الراكبة
- وكالة دائرة الحدود الكندية

كوبا
- الإدارة العامة للاستخبارات
- استخبارات القوات المسلحة الثورية

كوريا الجنوبية
- دائرة الاستخبارات الوطنية
- مكتب الاستخبارات ودعم العمليات

كوستاريكا
- قسم الاستخبارات والأمن القومي

كولومبيا
- القسم الإداري للأمن
- إدارة استخبارات الشرطة الوطنية
- وكالة الاستخبارات المركزية (الكولومبية)

كينيا
- دائرة استخبارات الأمن القومي

دولة الكويت
- وزارة الداخلية:
  - المباحث الجنائية
  - جهاز الأمن الوطني
- وزارة الدفاع:
  - وكالة الاستخبارات العسكرية
- الحرس الوطني:
  - وكالة استخبارات الحرس الوطني

### ل
لاتفيا
- مكتب حماية الدستور

لبنان
- شعبة المعلومات (وزارة الداخلية)
- مديرية الأمن العام (وزارة الداخلية)
- مديرية مخابرات الجيش(وزارة الدفاع)

لكسمبورغ
- دائرة مخابرات الدولة

ليبيا
- جهاز الأمن الخارجي
- جهاز الأمن الداخلي

ليتوانيا
- قسم أمن الدولة
- قسم المباحث الثاني تحت إئراف وزارة الدفاع الوطني

### م
المالديف
- قوة الدفاع الوطنية للمالديف (وحدة التقييم الخاص)
- دائرة شرطة المالديف (قسم الاستخبارات الداخلية)

ماليزيا
- الفرع الماليزي الخاص
- فيلق الاستخبارات الملكي
- قسم استخبارات قوات الدفاع
- مجلس الأمن القومي (ماليزيا)
- مجلس الأمن القومي (بهاجيان كيسلاماتان نيغارا)
- قسم النظام العام والأمن
- مكتب الأمن الحكومي الرئيسي

المجر
- مكتب المعلومات
- مكتب الأمن العسكري
- مكتب الاستطلاع العسكري
- مكتب الأمن القومي
- الدائرة الخاصة للأمن الوطني

مصر
- المخابرات العامة
- هيئة الإستخبارات العسكرية
  - إدارة المخابرات الحربية والاستطلاع
- جهاز مباحث أمن الدولة (تم حله وحل محله جهاز الأمن الوطني المصري)

المغرب
- المديرية العامة لمراقبة التراب الوطني (الإستخبارات الخارجية)
- مديرية البحث والمواثيق
- المديرية العامة للدراسات والمستندات ( الاستخبارات الداخلية )

مقدونيا
- إدارة الأمن ومكافحة التجسس
- وكالة المخابرات
- الدائرة العسكرية للأمن والمخابرات

المكسيك
- مركز الالتحقيقات والأمن الوطني
- وكالة التحقيقات الفيدرالية
- إدارة الأمن الفيدرالية

منغوليا
- وكالة الاستخبارات العامة المنغولية

مولدوفا
- دائرة الاستخبارات والأمن بجمهورية مولدوفا

### ن
النمسا
- مكتب استخبارات الجيش
- مكتب الحماية العسكرية
- المكتب الفيدرالي لحماية الدستور ومكافحة الإرهاب
- المكاتب الفيدرالية لحماية الدستور ومكافحة الإرهاب

### هـ
هاييتي
- دائرة الاستخبارات الوطنية

الهند
- الأمن الداخلي
  - مكتب الاستخبارات
  - لجنة الاستخبارات المشتركة
  - مكتب التحقيقات المركزي
  - قسم المباحث الجنائية
  - دائرة الرقابة على البث اللاسلكي الهندي
- المخابرات الخارجية
  - جناح البحث والتحليل
  - مركز أبحاث الطيران
  - منظمة الأبحاث التقنية الوطنية
  - مركز الأبحاث اللاسلكية
  - الدوائر الإلكترونية والتقنية
- المخابرات الدفاعية
  - إدارة المخابرات الحربية
  - وكالة مخابرات الدفاع
  - إدارة الاستخبارات البحرية
  - إدارة الاستخبارات الجوية
  - مركز معالجة وتحليل الصور
  - إدارة مخابرات الإشارة
  - المكتب المشترك للشفرة
- المخابرات الاقتصادية
  - إدارة مخابرات العوائد
  - مجلس الاستخبارات الاقتصادية
  - إدارة تحقيقات ضريبة الدخل
  - مكتب مكافحة المخدرات
  - مكتب المخابرات الاقتصادية المركزي
  - إدارة التعزيز الاقتصادي
  - إدارة مكافحة التهرب الضريبي

هونغ كونغ
- مكتب الاستخبارات الجنائية التابع لقوات شرطة هونغ كونغ
- وحدة الاستخبارات المالية المشتركة التابعة لقوات شرطة هونغ كونغ وإدارة الجمارك والمكوس

### ي
اليابان
- أمانة مجلس الوزراء
  - مكتب مجلس الوزراء للاستخبارات والبحث
    - مركز استخبارات الأقمار الصناعية بمجلس الوزراء
- وزارة الدفاع
  - مكتب السياسة الدفاعية
    - قسم استخبارات الدفاع

  - قيادة استخبارات الدفاع
  - قيادة الاستخبارات العسكرية
  - قيادة استخبارات الأسطول
  - جناح استخبارات الجو
- وكالة الشرطة الوطنية
  - مكتب الأمن
  - مكتب الأمن العام بقسم شرطة العاصمة طوكيو
- وزارة الشؤون الخارجية
  - دائرة الاستخبارات والتحليل
- وزارة العدل
  - وكالة استخبارات الأمن العام

اليونان
- وزارة حماية المواطن (وزارة الداخلية)
  - دائرة الاستخبارات الوطنية
- المجلس اليوناني العام للدفاع الوطني
  - فرع الاستخبارات أ2